# Kehlegg
Kehlegg ist ein Bergdorf im Gemeindegebiet der Stadt Dornbirn in Vorarlberg (Österreich). Mit einem eigenen Friedhof, Kindergarten, Volksschule, und Feuerwehrhaus hat sich die Ortschaft Eigenständigkeit bewahrt und profitiert gleichzeitig von den Vorteilen der Verbindung mit der Stadt Dornbirn, wie der Einbindung ins Stadtbus-Netz.

## Geographie
Kehlegg liegt am östlichen Rand des Vorarlberger Rheintals und an den westlichen Ausläufern des Bregenzerwaldgebirges (Hochälpele-Weißenfluh-Gruppe) auf einer Höhe von 794 Metern Seehöhe. Die teilweise noch erhaltene naturnahe Landschaft ist von offenen Flächen, Waldzungen, Solitärbäumen (alten, allein stehenden Obstbäumen, Ahornen und Kastanien) und Flurgehölzen geprägt. Die Landwirtschaft ist auch heute noch prägend für die Siedlungsstruktur des Dorfes. Seit den 1960er Jahren sind auch viele Einfamilienhäuser dazu gekommen. Der dörflich unberührte Charakter am Rande der Stadt Dornbirn hat zu teilweise hohen Grundstückspreisen geführt.

## Namensherkunft
Der Name Kehlegg, wird im Vorarlbergerischen als „Kälig“ bzw. „Kählegg“ ausgesprochen. Um 1354 wurde Kehlegg als „Kenlegg“ und um 1431 urkundlich laut Alt-Stifts-Kalendarium von 1570 „Kenleg(g)“ bezeichnet. Im Frühmess-Urbar von 1650 wird „Khienlegg“ geschrieben. Der Name dürfte aus dem Romanischen kommen – „Kennel“ bezeichnet einen künstlichen Wasserlauf. „Kenlegg“ bedeutet „Quellenegg“. Es wurde einst das Quellwasser durch einen hölzernen Kanal („Kennel“) zu den Bauernhöfen hinab geleitet.

## Geschichte
Kehlegg wird erstmals 1354 urkundlich erwähnt. 1630 oder 1635 wurde die Ortschaft vom Schwarzen Tod heimgesucht und soll beinahe entvölkert worden sein. Im Jahr 1732 wurden 21 Häuser und Scheunen bei einer Feuersbrunst zerstört. Ursprünglich bauten die Kehlegger Bauern vor allem Getreide und  Flachs an, mit dem Ausbau der Straßen gewann die Viehzucht an Bedeutung. Um Weideflächen zur Verfügung zu stellen, wurden im unteren Teil des Dorfes steile Hänge gerodet. Auch die Nutzung des Wassers hatte wirtschaftliche Bedeutung; das ehemalige Bad Kehlegg am Steinebach wird im Bäderhandbuch von 1830 als Schwefelquelle mit gutem Trink- und Badewasser beschrieben. Auch Mineralwasser wurde in Kehlegg abgefüllt, es war ehemals landesweit bekannt.
1923 wurde das erste Telefon in Kehlegg im Gasthof Krone eingerichtet. Es beteiligten sich daran 22 Mitglieder, wobei pro Mitglied 96000 Kronen für den Anschluss zu entrichten waren. Am 14. Oktober 1923 wurde das erste Telefon fertig installiert (Rufnummer 171).

## Politik
Kehlegg gehört politisch zur Stadt Dornbirn. Daher ist die Bergparzelle Kehlegg nur ein Wahlsprengel Dornbirns und besitzt keinen eigenen Bürgermeister oder Ortsvorsteher.

## Sehenswürdigkeiten

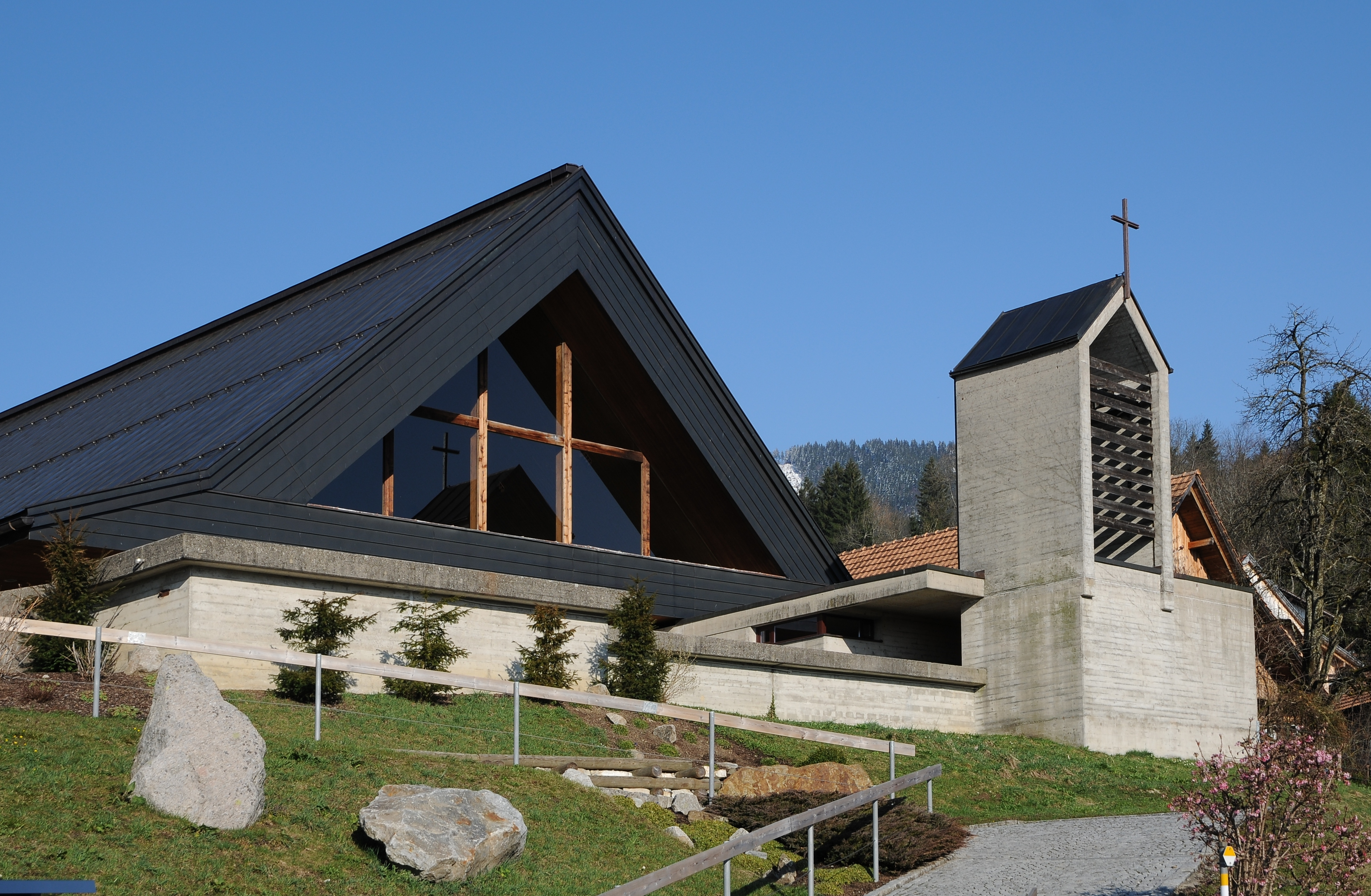
Kapelle Maria Schnee in Kehlegg

Kehlegg ist Ausgangspunkt für verschiedene Wanderungen und ein beliebtes Ausflugsziel der Dornbirner Stadtbevölkerung. Das Dorf verfügt über einen kompakten Siedlungskern mit zahlreichen Rheintalhöfen, von denen einzelne älter als 200 Jahre sind. Als architektonisch wertvoll gilt die im Jahr 1973 erbaute Bergkirche Maria Schnee, denn das Gebäude geht eine Beziehung mit der umgebenden Bergwelt ein. Die im inneren ausgestellte Madonna dürfte um 1470 entstanden sein und wird der Multscher Werkstatt zugeschrieben.